# Helena Domaszewska
Helena Domaszewska (ur. 1927, zm. 20 kwietnia 2008) – polski historyk sztuki, muzealnik, wystawca, publicysta, specjalistka w zakresie grafiki niderlandzkiej i holenderskiej XVI-XVII w. 
Absolwentka Instytutu Historii Sztuki UW. W latach 1948–1993 pracownik Muzeum Narodowego w Warszawie, wieloletnia kierownik Gabinetu Grafiki Europejskiej. Była współpracownikiem oraz ekspertem Muzeum Archidiecezji Warszawskiej. 

## Wybrana bibliografia autorska
- Drzeworyty i miedzioryty XV wieku (Muzeum Narodowe, Warszawa, 1993 r., ISBN 83-7100-000-6)